# Mõisaküla
Mõisaküla é uma cidade estoniana localizada na região de Viljandimaa.